# قيم التصميم المعماري
قيم التصميم المعماري تشكل جزءاً هاماً مما يؤثر على المهندس المعماري أو المصمم حين اتخاذ قرارات التصميم. مع ذلك لا يتأثر المهندسون المعماريون والمصممين دائماً بنفس القيم والنوايا. تختلف قيمة النوايا بين الحركات المعمارية المختلفة. وتختلف أيضا بين المدارس المختلفة للهندسة المعمارية ومدارس التصميم وكذلك بين الأفراد.
ان القيم المعمارية والتي تؤثر على المصصم كثيره ومنها العناصر البيئيه والموجوده في الموقع حيث ان مفردات كل موقع تختلف عن الآخر فكل موقع متفرد في طبيعته والظروف البيئيه المحيطة بيه فهناك بعض المصممين لا يمكن ان يتنازلوا عن العناصر القديمة والمهمة في الموقع فمثلا شجره قديمه يمتد عمرها لمئات السنين كيف يمكن تجاهلها أو عدم وضعها في صلب التصميم بل هناك من يصمم مبنى يلتف حول العنصر الهام جدا والمشار اليه.